# Cleome raddeana
Cleome raddeana är en paradisblomsterväxtart som beskrevs av Ernst Rudolf von Trautvetter. Cleome raddeana ingår i släktet paradisblomstersläktet, och familjen paradisblomsterväxter. Inga underarter finns listade i Catalogue of Life.